# Pulitzer-Preis 2005
Der Pulitzer-Preis 2005 war die 89. Verleihung des US-amerikanischen Literaturpreises. Die Bekanntgabe der Preise erfolgte am 4. April 2005. Die Jury bestand aus 18 Personen unter dem Vorsitz von Andrew Barnes. Das „Pulitzer Prize Board“ vergab Preise für Arbeiten, die während des Kalenderjahres 2004 entstanden waren.

## Bereich Journalismus(Journalism)
| Kategorie                                                  | Preisträger                                          | Begründung |
| ---------------------------------------------------------- | ---------------------------------------------------- | --- |
| Aktuelle Berichterstattung (Breaking News Reporting)       | Mitarbeiter von The Star-Ledger, Newark              | Preis verliehen für die Berichterstattung über den Rücktritt des Gouverneurs von New Jersey, nachdem er bekannt gegeben hatte, dass er schwul sei und Ehebruch mit einem männlichen Liebhaber gestanden hatte. |
| Dienst an der Öffentlichkeit (Public Service)              | Los Angeles Times                                    | Preis verliehen wegen Aufdeckung medizinischer Probleme mit tödlichem Ausgang und Rassenungerechtigkeit in einem großen öffentlichen Krankenhaus.                                                              |
| Investigativer Journalismus (Investigative Reporting)      | Nigel Jaquiss von der Willamette Week, Portland      | Preis verliehen für seine Ermittlungen, die das lange verborgene sexuelle Fehlverhalten eines ehemaligen Gouverneurs gegenüber einem 14-jährigen Mädchen aufdecken.                                            |
| Hintergrundberichterstattung (Explanatory Journalism)      | Gareth Cook von The Boston Globe                     | Preis verliehen für die Erläuterung der komplexen wissenschaftlichen und ethischen Dimensionen der Stammzellenforschung.                                                                                       |
| Beat Reporting (Specialized Reporting)                     | Amy Dockser Marcus von The Wall Street Journal       | Preis verliehen für ihre Berichte über Patienten, Familien und Ärzte aus der Welt der Überlebenden von Krebserkrankungen.                                                                                      |
| Kritik (Criticism)                                         | Joe Morgenstern von The Wall Street Journal          | |
| Karikatur (Editorial Cartooning)                           | Nick Anderson von The Courier-Journal, Louisville    | |
| Leitartikel (Editorial Writing)                            | Tom Philp von The Sacramento Bee                     | |
| Kommentar (Commentary)                                     | Connie Schultz von The Plain Dealer, Cleveland       | |
| Auslandsberichterstattung (International Reporting)        | Kim Murphy von der Los Angeles Times                 | Preis verliehen für ihre Berichterstattung über Russlands Kampf gegen den Terrorismus, die Verbesserung der Wirtschaft und das Funktionieren der Demokratie.                                                   |
| Auslandsberichterstattung (International Reporting)        | Dele Olojede vom Newsday, Long Island                | Preis verliehen für seinen Blick auf Ruanda 10 Jahre nach dem Völkermord in Ruanda. |
| Berichterstattung im Inland (National Reporting)           | Walt Bogdanich von The New York Times                | Preis verliehen für seine Berichte über die unternehmerische Vertuschung der Verantwortung für tödliche Unfälle an Bahnübergängen.                                                                             |
| Feature Writing (Feature Writing)                          | Julia Keller vom Chicago Tribune                     | Preis verliehen für ihren Bericht über einen tödlichen 10-Sekunden-Tornado, der durch Utica fegte. |
| Aktuelle Fotoberichterstattung (Breaking News Photography) | Murad Sezer und Khalid Mohammed von Associated Press | |
| Feature-Fotoberichterstattung (Feature Photography)        | Deanne Fitzmaurice vom San Francisco Chronicle       | |

## Bereich Literatur, Theater und Musik(Books, Drama & Music)
| Kategorie                                                   | Preisträger                                                                        |
| ----------------------------------------------------------- | ---------------------------------------------------------------------------------- |
| Geschichte (History)                                        | Washington’s Crossing von David Hackett Fischer (Oxford University Press)          |
| Belletristik (Fiction)                                      | Gilead von Marilynne Robinson (Farrar)                                             |
| Sachbuch (General Nonfiction)                               | Ghost Wars von Steve Coll (The Penguin Press)                                      |
| Musik (Music)                                               | Second Concerto for Orchestra von Steven Stucky (Theodore Presser Company)         |
| Dichtung (Poetry)                                           | Delights & Shadows von Ted Kooser (Copper Canyon Press)                            |
| Theater (Drama)                                             | Doubt, a parable von John Patrick Shanley (TCG)                                    |
| Biographie oder Autobiographie (Biography or Autobiography) | de Kooning: An American Master von Mark Stevens und Annalyn Swan (Alfred A. Knopf) |